# Flottläggning

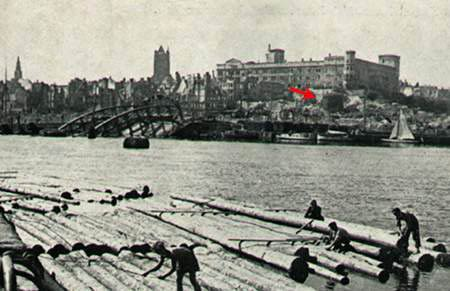
Samlat timmer vid Szczecin i Polen, 1948.

Flottläggning är buntning av virke i flottar för långväga transportering. 
Före landsvägstransporternas tid fraktades timmer från avverkningsplatserna genom flottning på vattendrag ned till havet. Vid älvmynningarna fanns skiljeverk, där timmer sorterades mellan olika ägare. Om timret sedan skulle sågas vid ett närbeläget sågverk kunde man dra det dit genom att omge det med flytande stockar sammanfogade med kättinglänkar, så kallade grimmor. 
Timmer som skulle transporteras en längre sträcka på havet måste däremot paketeras ordentligt i flottar, vilket skedde genom flottläggning. Metoderna har varierat. Vid Öreälvens utlopp skedde flottläggningen på 1910-talet genom att timret lades i rutor och därefter korsvis varv på varv.
Därefter blev flottläggningen mer och mer mekaniserad. Under en period användes en ramstol. Virket drogs in i ramstolen och surrades ihop, varefter ramstolen togs bort och flotten var färdig. Ett stort antal flottar kopplades sedan ihop med kättingar till ett långt tåg vilket med bogserbåt drogs över havet till den industri där virket skulle sågas eller kokas till massa. Under senare tid skedde flottläggningen med buntverk.
I takt med att virkestransporterna i Sverige i ökande utsträckning fördes över till långtradare under 1970-talet minskade också behovet av flottläggning. Det definitiva slutet torde ha kommit 1982, då flottningen upphörde i Ångermanälven och Piteälven. Ända in på 1990-talet fraktades dock flottlagt timmer från andra länder runt Östersjön med bogserbåt till svenska industrier.